# Paroster thapsinus
Paroster thapsinus är en skalbaggsart som först beskrevs av Guignot 1955.  Paroster thapsinus ingår i släktet Paroster och familjen dykare. Inga underarter finns listade i Catalogue of Life.